# Municipio de Smithville (Dakota del Sur)
El municipio de Smithville (en inglés: Smithville Township) es un municipio ubicado en el condado de Meade en el estado estadounidense de Dakota del Sur. En el año 2010 tenía una población de 12 habitantes y una densidad poblacional de 0,11 personas por km².

## Geografía
El municipio de Smithville se encuentra ubicado en las coordenadas 44°12′15″N 102°26′4″O / 44.20417, -102.43444. Según la Oficina del Censo de los Estados Unidos, el municipio tiene una superficie total de 107.86 km², de la cual 107,68 km² corresponden a tierra firme y (0,17 %) 0,18 km² es agua.

## Demografía
Según el censo de 2010, había 12 personas residiendo en el municipio de Smithville. La densidad de población era de 0,11 hab./km². De los 12 habitantes, el municipio de Smithville estaba compuesto por el 91,67 % blancos y el 8,33 % eran de una mezcla de razas. Del total de la población el 8,33 % eran hispanos o latinos de cualquier raza.